# Parque Nacional Natmataung
O Parque Nacional Natmataung é um parque nacional em Mianmar com 713.06 km2 (275.31 sq mi). Foi criado em 2010 e está listado como um dos Parques do Património da ASEAN. Em elevação, varia de 740 a 3070 metros ao redor de Nat Ma Taung em Mindat e Kanpetlet Townships, no estado de Chim. Foi designada uma área importante para pássaros em 2004.